# Michael Smith (koszykarz)
Michael John Smith (ur. 28 marca 1972 w Waszyngtonie) – amerykański koszykarz, występujący na pozycji silnego skrzydłowego.
W 1990 wystąpił w meczu gwiazd amerykańskich szkół średnich - McDonald’s All-American.

## Osiągnięcia
Na podstawie, o ile nie zaznaczono inaczej.
NCAA
- Uczestnik turnieju NCAA (1994)
- Mistrz konferencji Big East (1994 – obecnie od 2013 AAC – American Athletic Conference)
- MVP turnieju konferencji Big East (1994)[3]
- Zaliczony do:
  - I składu:
    - debiutantów konferencji Big East (1992)
    - turnieju konferencji Big East (1994)

  - II składu Big East (1993, 1994)
  - III składu Big East (1992)

Drużynowe
- Mistrz CBA (2004)

Indywidualne
- Uczestnik NBA Rookie Challenge (1995)